# 纳马夸国家公园
纳马夸国家公园位于南非，距开普省北部近495km，离卡米斯克隆西北部22km。公园面积为700km²。2.公园隶属于面积为55,000km²的纳马夸兰，地处半沙漠多肉干旱台地高原生物圈。2 生物圈为生物多样性热点地区，拥有世界上最大的多肉植物群。公园也为多肉植物提供干旱环境。公园为保护花卉而建。春季，野花盛放，场景壮观。公园的主要旅游景点是春季丰富的野花色彩明艳的绽放。

## 地理与气候
纳马夸国家公园坐落于北开普省，临近南非与纳米比亚交界。公园距开普镇北部近495km，距卡米斯克隆西北部22km。正式成立于1999年8月。斯基尔帕德自然保护区成立于1993年，为保护纳马夸兰的野生植物。 增加500km²的土地形成了新国家公园的核心地带。而后又扩大了270km²，现公园面积为700km²。公园属于半干旱气候，夏季炎热干燥，冬季严寒，气候多变，通常伴有稀疏降雨。5月到8月间多为冰雹天气。公园北部降雨较西部多。

## 生物多样化

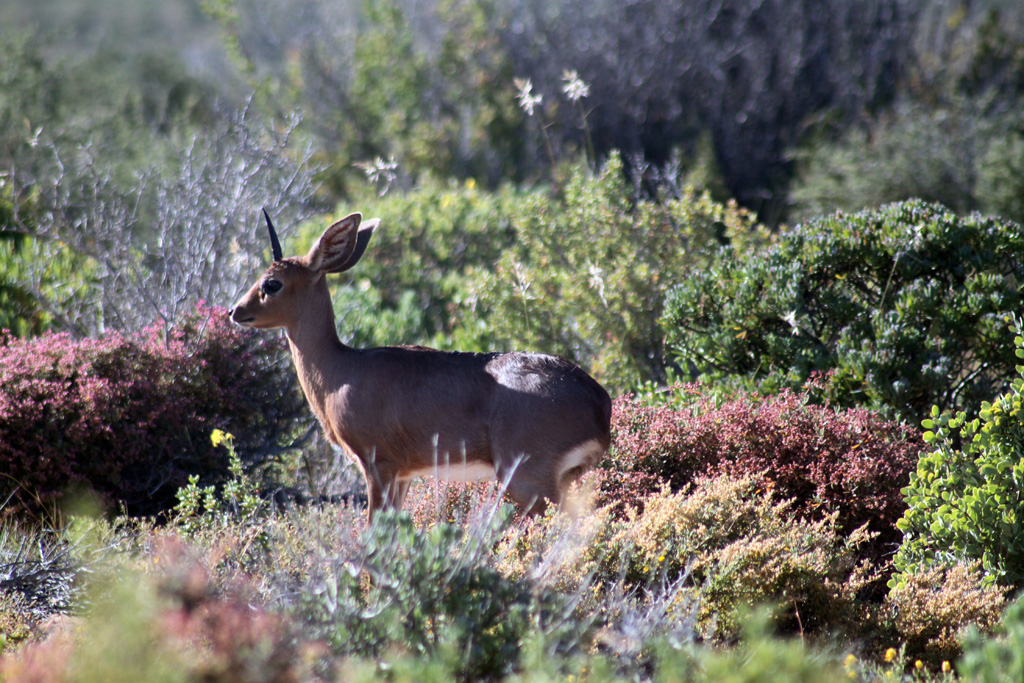
纳马夸国家公园的动物

公园系属于世界上最不寻常的生物圈——半干旱多肉干旱台地高原生物圈。生物圈为生物多样化热区，是世界干旱地区中生物多样性最丰富、多肉植物最密集的地区。占地面积为107,200km²，沿着南非和南纳米比亚西部海岸延伸，涵盖了最多的理查德斯特维德。生物圈内拥有愈5，000种的植物品种，拥有超过世界1/3的多肉植物。近40%的生物圈植物为本土的，18%为濒危物种。生物圈里各类无脊椎动物和爬行动物中，部分为本土特有的。非法植物收割、过度放牧和采矿，都威胁着本土生物。正式受到保护的多肉干旱台地高原仅占较小比例，其中包括科内尔思拉克特（Knersvlakte）自然保护区、理查德斯维德群体保护区和纳马夸国家公园。
公园坐落在多肉质干旱台地高原内的纳马夸兰。纳马夸兰占地面积为55,000km²，位于北开普省的西北角。一年中的部分时间，除耐寒灌木外，在纳马卡兰干旱景观带几乎看不到其他植物。而在8月到9月，冬季降雨过后，野花盛开，场景壮观，可达数百平方公里。这些色彩斑斓的野花有雏菊、百合、芦荟和多年生草本植物。纳马夸兰因其春天五颜六色野花绽放的壮观景象而闻名于世。该区生长着4,000种植物，纳马夸兰就拥有1,000种世界其他地方没有的花卉。还有各类多肉植物，如松叶菊，花朵非常迷人。多肉植物丰满的叶片可蓄住水分，多数紧贴地面生长，外形如石头。某些种类的树木可在干旱环境中保存水分，如颤抖树（二歧芦荟）肥大的树干。花的绽放取决于该区接收的降雨量。向阳的花朵，通常在10:00至16:00完全开放。热风会导致花朵迅速枯萎。鲜花还吸引了许多昆虫。公园里还能看到世界上最小的陆龟斑点珍龟。

## 旅游业
每年纳马夸兰的游客约为100,000人。65%的游客来自非洲，35%则来自其他国家。当地政府将旅游业发展为带动地区经济增长的手段，该区的旅游业随着市场得以改善。然而，当地居民持有收入仍很低，失业率高。
纳马夸国家公园拥有泛纳马夸兰地区的生态旅游景点。春天在废弃麦田开放的鲜花就是公园主要的旅游景点。旅游设施包括一条5km长的观光路线，两条自然步道、野餐地和游客问讯处。公园还未全面开发，斯基尔帕德区仅在春天鲜花绽放才对游人开放。许多野生花卉受到法律保护，采摘会被罚款。
现有4间农家别墅用于夜间住宿，其中一间为残障人专用。住宿规定每张卧榻为2个成年人或1个成年人和2个小孩。别墅设备齐全，屋前游廊视野极好。配备有220v的电力，但需自带干粮。（最近的商店离該處22km远。）

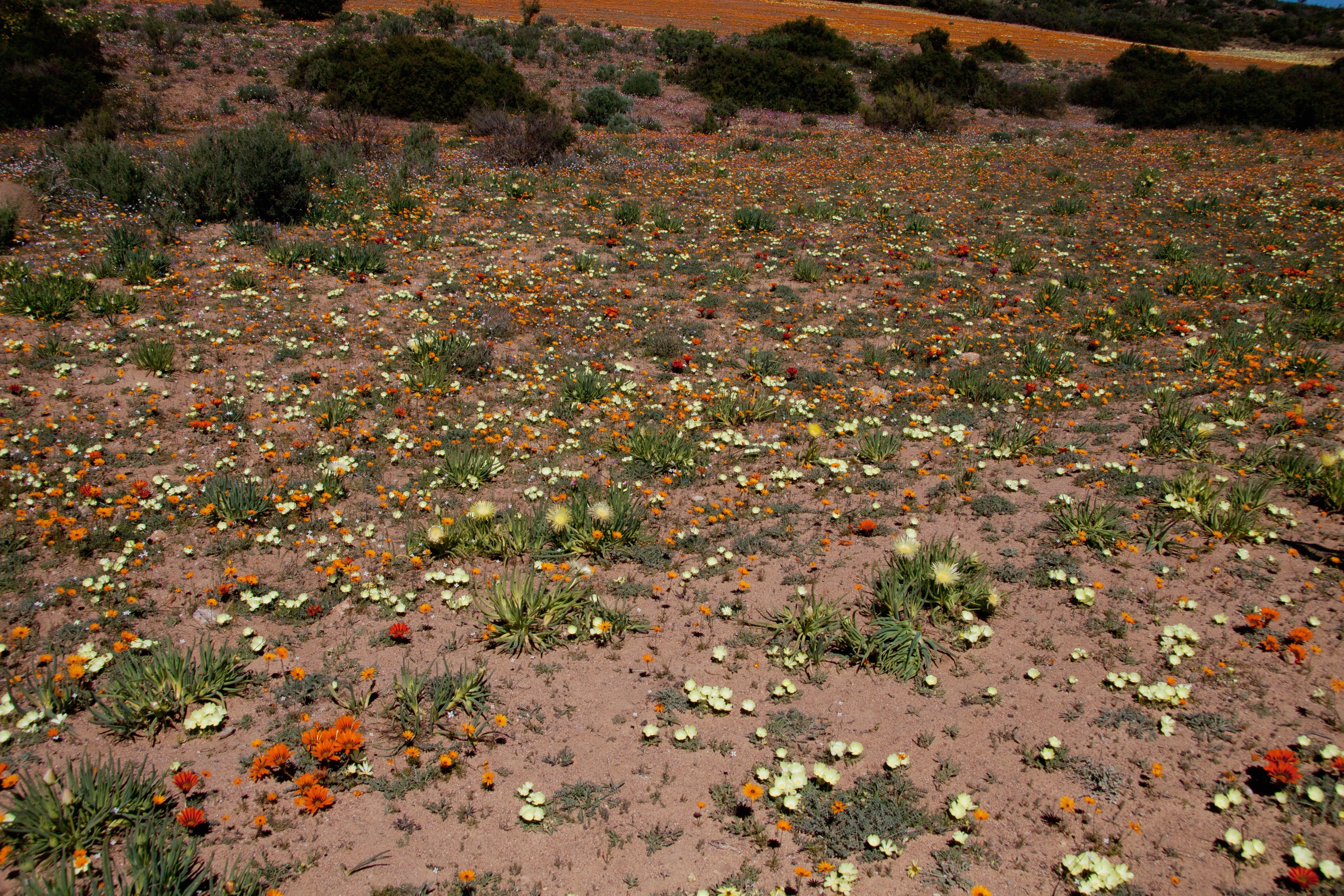
公园，春天的鲜花
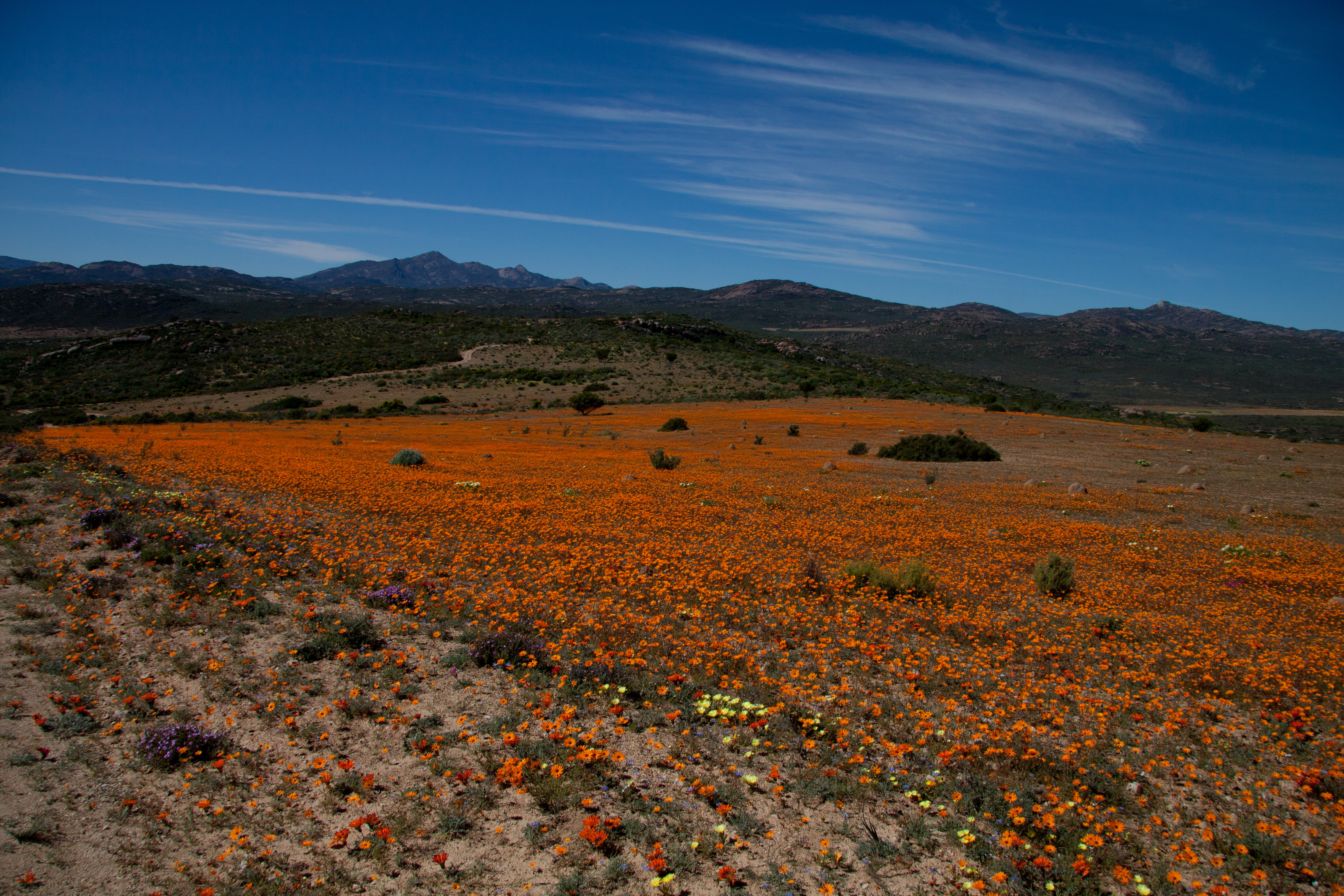
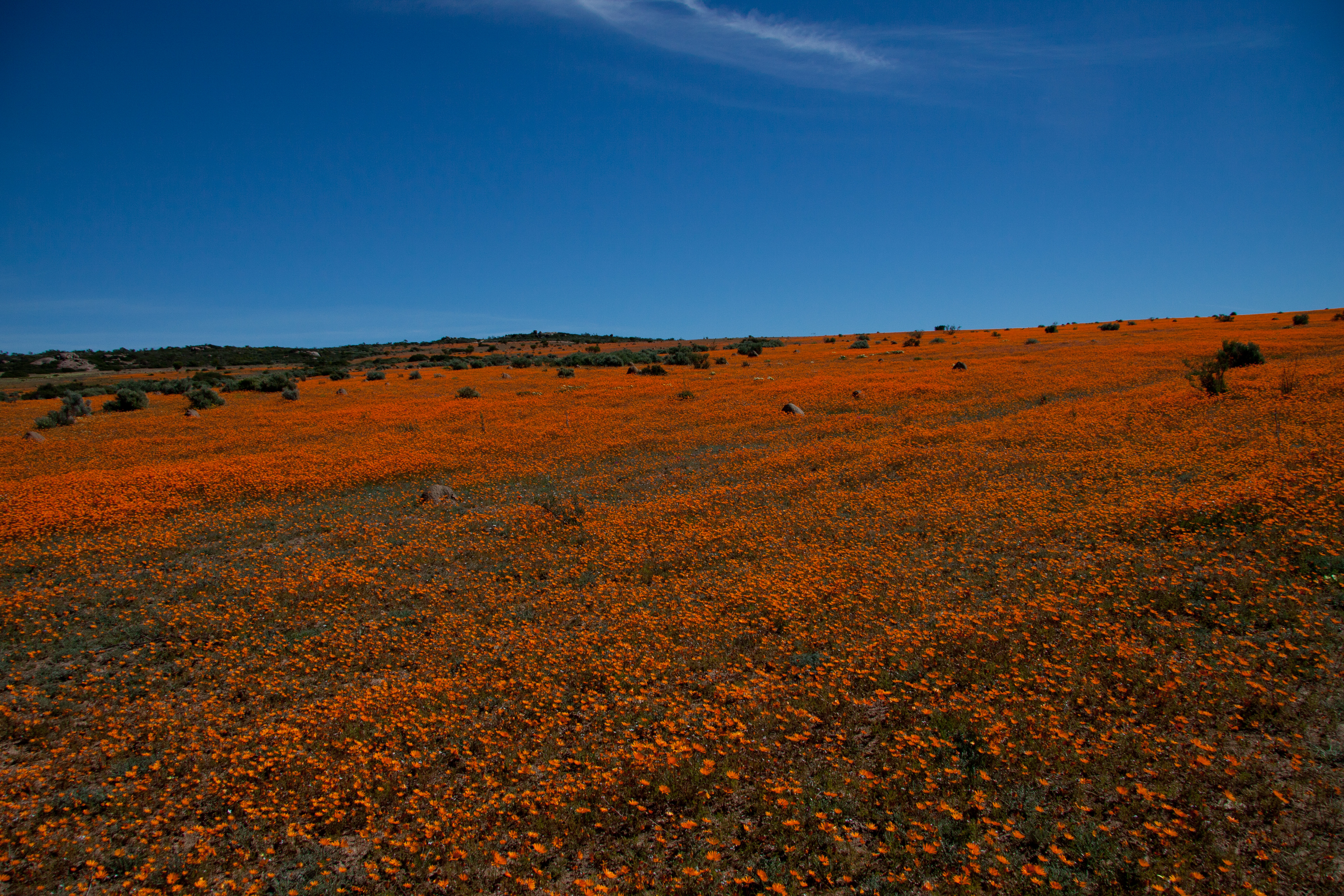